# بایکس پالارس
بایکس پالارس (به اسپانیایی: Bajo Pallars) یک منطقهٔ مسکونی در اسپانیا است که در پالارس سوبیرا واقع شده‌است. بایکس پالارس ۱۲۹٫۴ کیلومتر مربع مساحت دارد ۵۹۱ متر بالاتر از سطح دریا واقع شده‌است.